# Salsk

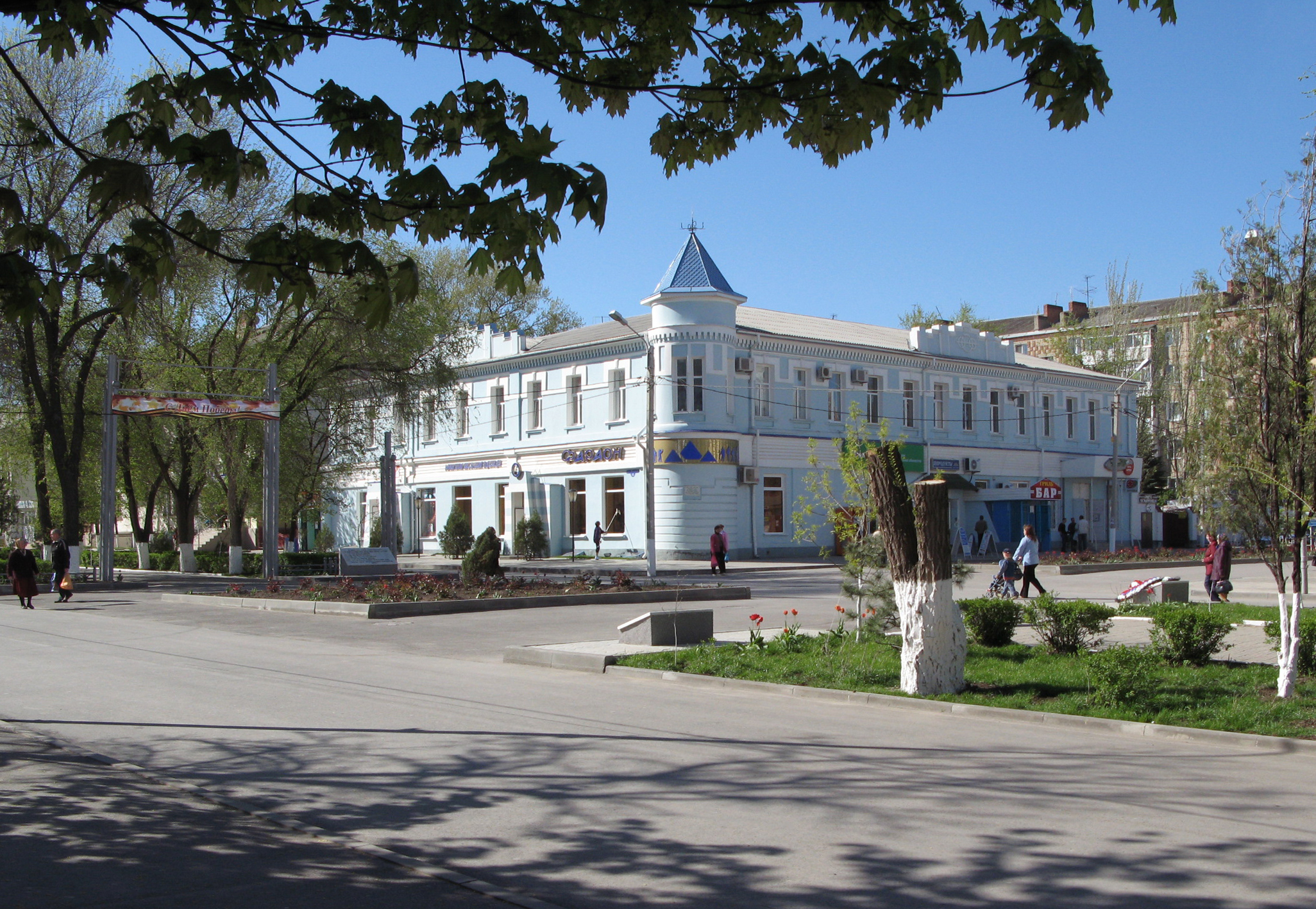
Antiguo hotel en la calle principal de Salsk, Rostov del Don, Federación Rusa

Salsk (Сальск en ruso) es una localidad rusa del óblast de Rostov situada a orillas del río Sredni Yegorlsk (afluente del río Don a 180 km al sureste de Rostov del Don
La localidad se estableció como pedanía para dar servicio a la estación ferroviaria de Torgovaya, inaugurada en 1899. En 1926 alcanzó el estatus de ciudad.

## Demografía
| Evolución demográfica | Evolución demográfica | Evolución demográfica | Evolución demográfica | Evolución demográfica | Evolución demográfica |
| 1959                  | 1970                  | 1979                  | 1989                  | 2002                  | 2010                  |
| --------------------- | --------------------- | --------------------- | --------------------- | --------------------- | --------------------- |
| 35 964                | 50 197                | 57 003                | 61 088                | 61 775                | 60 440                |